# Anazapta
Pour plus de détails, voir Fiche technique et Distribution.
Anazapta est un film britannique réalisé par Alberto Sciamma en 2001

## Synopsis
En 1348, des soldats anglais reviennent à Mellerby sans leur seigneur, mais avec un otage. La présence de ce dernier est l'occasion de phénomènes mystérieux et terribles, qui renvoient à des jugements sans pitié accomplis dans le bourg une vingtaine d'années auparavant... et ce qui s'ensuit serait à l'origine de la peste de 1349...

## Fiche technique
- Sous-titre : la vengeance sans limite
- Réalisation : Alberto Sciamma
- Scénario : Harriet Sand, Alberto Sciamma
- Durée : 105 min
- Pays :  Royaume-Uni
- Langue : anglais
- Couleur

## Distribution
- Jason Flemyng : Nicholas
- Lena Headey : Lady Matilda Mellerby
- Jon Finch : Sir Walter de Mellerby
- David La Haye : Jacques de Saint Amant
- Elizabeth Marmur : Joan
- Brendan Charleson : Reeve
- Ian McNeice : évêque
- Dominic Cooper : clerc
- Christopher Fairbank : steward de Mellerby
- Jeff Nuttall : prêtre
- Anthony O'Donnell : Randall
- Ralph Riach : médecin
- Nick Holder : John Harding
- Scarlett Sherrington : Amy
- John Cater : frère Wilfred
- Tony Aitken : frère Ignatius
- Craig Russell : Thomas Bassett

## Commentaire
- Le terme "anazapta" qui sert de titre à ce film est dit dans le film être une formule magique, gravée au dos d'un bijou orné des autres mots Ecce Agnus Dei qui tollis peccata mundi. Il ressemble :
  - à un impératif présent actif en grec ancien, d'un hypothétique verbe anazaptaô, qui n'est pas attesté en grec classique. Il pourrait être composé du préfixe ana qui signifie "vers le haut", ou "de nouveau" et de la racine zaps qui est peu attestée, et est rapportée par les dictionnaires au vocable zalê, qui signifie "jaillissement". Cela donnerait comme interprétation du mot "magique" : "rejaillis". Ce qui semble en harmonie avec le sous-titre : la vengeance sans limite.
  - à un neutre pluriel d'un hypothétique substantif "ana-zaps" qui pourrait donc signifier "rejaillissements"… ce qui correspondrait à l'épisode final du film dans lequel tous sont contaminés…
- La liturgie romaine (pratiquée à cette époque en Angleterre, semble-t-il d'après le film), est approximative : Ecce Agnus Dei… est suivi de la réponse Miserere nobis, ce qui est une confusion entre deux paroles différentes de la liturgie, l'une du prêtre Ecce Agnus Dei… et l'autre des chantres ou de l'assemblée Agnus Dei, qui tollis peccata mundi, miserere nobis.